# Rocket League Championship Series
Les Rocket League Championship Series (RLCS) sont des tournois de sport électronique organisés par Psyonix sur le jeu Rocket League. Il s'agit des tournois les plus prestigieux de Rocket League car il s’agit des Championnats du monde de Rocket League.

## Histoire
En 2016, à la suite du succès de Rocket League dès son lancement, les développeurs font part de leur envie de développer une scène compétitive sur le jeu. La création des Rocket League Championship Series est annoncée dans cette optique en mars 2016, avec 55 000 $ de primes répartis entre les participants. La compétition se déroule en deux parties : une saison régulière par région et en ligne et un championnat du monde en LAN. L'Europe et l'Amérique du Nord sont les deux seules régions autorisées à participer lors des deux premières saisons.
La saison 1 des RLCS se conclut à Los Angeles par la victoire de l'équipe nord-américaine iBUYPOWER Cosmic face aux favoris européens, Flipside Tactics. Ces derniers remportent la saison suivante le 4 décembre 2016 à Amsterdam. La saison 3 marque l'ouverture du tournoi à l'Océanie, qui obtient deux places aux championnats du monde. Le total des primes est aussi augmenté et porté à 300 000 $. Northern Gaming s'impose lors de la LAN au terme d'une rencontre très serrée face à Mock-It eSports en finale.
À partir de la saison 4, Psyonix instaure une deuxième division, les Rocket League Rival Series (RLRS), ainsi qu'un tournoi de promotion/relégation entre les deux divisions. Les saisons 4 et 5 sont remportées par Pierre « Turbopolsa » Silfver, Jos « ViolentPanda » van Meurs et Alexandre « Kaydop » Courant, la première sous les couleurs de Gale Force Esports et la deuxième sous celles de Team Dignitas. Ils sont finalement battus par Cloud9 lors de la finale de l'édition suivante à Las Vegas.
L'Amérique du Sud est autorisée à participer à partir de la saison 7. Cette saison est remportée en juin 2019 par Renault Vitality qui bat G2 Esports en finale. NRG Esports remporte son premier titre lors de la saison 8 à Madrid six mois plus tard en battant Vitality. Après la fin de la saison 9, qui se termine sans championnat du monde en raison de la pandémie de Covid-19, Psyonix annonce un changement complet de format pour la saison à venir, renommée « Saison X ». La compétition dure dès lors une année, divisée en trois splits, chacun constitués de plusieurs tournois régionaux en ligne et se terminant sur une compétition internationale en LAN nommée « major ». Ces tournois ont pour but d'obtenir le plus de points possible pour se qualifier pour les championnats du monde, qui concluent la saison.
Psyonix prend finalement la décision de ne pas organiser de LAN à la fin de la saison, dont tous les tournois ont été joués en ligne. À la place, de nouveaux tournois régionaux, les RLCS X Championships, sont organisés dans toutes les régions.
La saison 2021-2022 sera marquée par la mise en place du système de 3 splits, reportée pour cause de Covid-19. Le retour de la LAN verra la victoire de la Team BDS au Major d'automne, celle de G2 Esports au Major d'hiver et celle de MOIST Esports au Major de printemps. Finalement, c'est la Team BDS qui sera couronnée championne du monde après sa victoire face à G2. C'est la première fois qu'une équipe contenant 3 joueurs du même pays est championne du monde, avec les 3 français, Monkey Moon, Extra et Seikoo, ainsi que leur coach Mew.
Le joueur le plus titré est le suèdois Turbopolsa, quadruple vainqueur des RLCS avec 4 équipes différentes (saison 3 : Northern Gaming, saison 4 : GaleForce Esports, saison 5 : Team Dignitas et saison 8 : NRG Esports).
Il est aujourd'hui le coach de l'équipe américaine Optic Gaming.

## Format
- - La saison est divisée en trois splits (segments): Fall (Automne), Winter (Hiver) et Spring (Printemps). Cela vient néanmoins d'être changé pour la saison 2024 (saison 13) qui ne comporte maintenant plus que deux splits
- Chaque split est composé de trois tournois mineurs pour chaque région (appelés Regionals), ponctués d’un tournoi majeur international en LAN.
- Les Regionals rapportent des points en fonction des performances. À la fin des trois Regionals, les équipes avec le plus de points sont invitées au Major qui conclut le split. Le Major rapporte deux fois plus de points.
- Chaque Régional et chaque Major de chaque Split accueilleront seize équipes.
- Les Worlds comprendront deux étapes principales : le World Championship Wildcard et le World Championship Main Event.
- Huit équipes se qualifieront automatiquement pour le Main Event. Les régions qui obtiennent les meilleurs résultats aux Majors sont récompensées par des places d’auto-qualification.
- Le World Championship Wildcard se déroulera juste avant le Main Event, et départagera seize équipes qui n’auront pas réussies à se qualifier au Main Event. Les huit meilleures équipes du World Championship Wildcard se qualifieront pour le World Championship Main Event[17],[18].

## Éditions
| Saison  | Split     | Date           | Ville d'accueil | Vainqueur                     | Score                         | Finaliste                     |
| ------- | --------- | -------------- | --------------- | ----------------------------- | ----------------------------- | ----------------------------- |
| 1       | Finales   | août 2016      | Los Angeles     | iBUYPOWER Cosmic              | 4-2                           | Flipside Tactics              |
| 2       | Finales   | décembre 2016  | Amsterdam       | Flipside Tactics              | 4-1, 4-1                      | Mock-It eSports               |
| 3       | Finales   | juin 2017      | Los Angeles     | Northern Gaming               | 4-2, 4-3                      | Mock-It eSports               |
| 4       | Finales   | novembre 2017  | Washington D.C. | Gale Force eSports (1)        | 4-0                           | Method                        |
| 5       | Finales   | juin 2018      | Londres         | Team Dignitas (GaleForce) (2) | 4-1, 4-3                      | NRG Esports                   |
| 6       | Finales   | novembre 2018  | Las Vegas       | Cloud9                        | 4-1, 4-1                      | Dignitas                      |
| 7       | Finales   | juin 2019      | Newark          | Renault Vitality (1)          | 4-1                           | G2 Esports                    |
| 8       | Finales   | décembre 2019  | Madrid          | NRG Esports                   | 4-3                           | Renault Vitality              |
| 9       | -         | avril 2020     | Dallas          | Annulé pour cause de Covid-19 | Annulé pour cause de Covid-19 | Annulé pour cause de Covid-19 |
| X       | -         | juin 2021      | LAN             | Annulé pour cause de Covid-19 | Annulé pour cause de Covid-19 | Annulé pour cause de Covid-19 |
| 2021-22 | Automne   | Décembre 2021  | Stockholm       | Team BDS                      | 4-1, 4-3                      | The General NRG               |
| 2021-22 | Hiver     | Mars 2022      | Los Angeles     | G2 Esports                    | 3-4, 4-2                      | Team Queso                    |
| 2021-22 | Printemps | Juin 2022      | Londres         | Moist Esports                 | 4-3, 4-0                      | Team Falcons                  |
| 2021-22 | Finales   | Août 2022      | Fort Worth      | Team BDS (1)                  | 4-1                           | G2 Esports                    |
| 2022-23 | Automne   | Décembre 2022  | Rotterdam       | Gen.G Mobil1 Racing           | 4-2                           | Moist Esports                 |
| 2022-23 | Hiver     | Avril 2023     | Los Angeles     | Karmine Corp                  | 4-2                           | Faze Clan                     |
| 2022-23 | Printemps | Juillet 2023   | Boston          | Team Vitality                 | 4-2, 4-1                      | Team BDS                      |
| 2022-23 | Finales   | Août 2023      | Düsseldorf      | Team Vitality (2)             | 4-0                           | Team BDS                      |
| 2024    | Major 1   | Mars 2024      | Copenhague      | Gentle Mates                  | 4-2                           | G2 Esports                    |
| 2024    | Major 2   | Juin 2024      | Londres         | G2 Esports                    | 4-1                           | Team Falcons                  |
| 2024    | EWC* 24   | Août 2024      | Riyad           | Team BDS                      | 4-2                           | Team Falcons                  |
| 2024    | Finales   | Septembre 2024 | Fort Worth      | Team BDS (2)                  | 4-2                           | G2 Esports                    |
| 2025    | Major 1   | Mars 2025      | Birmigham       | Karmine Corp                  | 4-0                           | The Ultimates                 |
| 2025    | Major 2   | Juin 2025      | Raleigh         | Team Falcons                  | 4-1                           | Dignitas                      |
| 2025    | EWC* 25   | Août 2025      | Riyad           | Karmine Corp                  | 4-1                           | Geekay Esports                |
| 2025    | Finales   | Septembre 2025 | Lyon-Décines    |                               |                               |                               |

*EWC : Esports World Cup

### Format Semestrielle

#### Tableau Saison 7
La 1re Phase finale du tournoi de 2019 s'est déroulé du 23 au 24 juin.
|  | Quarts de finale | Quarts de finale |                  |   | Demi-finales | Demi-finales |  |  | Finale | Finale |
|  | Quarts de finale | Quarts de finale |                  |   | Demi-finales | Demi-finales |  |  | Finale | Finale |
|  |                  |                  |                  |   |              |              |  |  |        |        |
|  |                  |                  |                  |   |              |              |  |  |        |        |
|  |                  |                  |                  |   |              |              |  |  |        |        |
|  | NRG Esports      | 1                |                  |   |              |              |  |  |        |        |
|  | NRG Esports      | 1                |                  |   |              |              |  |  |        |        |
|  | Renault Vitality | 3                |                  |   |              |              |  |  |        |        |
|  | Renault Vitality | 3                | Renault Vitality | 4 |              |              |  |  |        |        |
|  |                  |                  | Renault Vitality | 4 |              |              |  |  |        |        |
|  |                  | Cloud9           | 0                |   |              |              |  |  |        |        |
|  | Cloud9           | Cloud9           | 0                | 3 |              |              |  |  |        |        |
|  | Cloud9           |                  |                  | 3 |              |              |  |  |        |        |
|  | FC Barcelona     | 0                |                  |   |              |              |  |  |        |        |
|  | FC Barcelona     | 0                | Renault Vitality | 4 |              |              |  |  |        |        |
|  |                  |                  | Renault Vitality | 4 |              |              |  |  |        |        |
|  |                  | G2 Esports       | 1                |   |              |              |  |  |        |        |
|  | G2 Esports       | G2 Esports       | 1                | 3 |              |              |  |  |        |        |
|  | G2 Esports       |                  |                  | 3 |              |              |  |  |        |        |
|  | PSG Esports      | 2                |                  |   |              |              |  |  |        |        |
|  | PSG Esports      | 2                | G2 Esports       | 4 |              |              |  |  |        |        |
|  |                  |                  | G2 Esports       | 4 |              |              |  |  |        |        |
|  |                  | Rogue            | 0                |   |              |              |  |  |        |        |
|  | Rogue            | Rogue            | 0                | 3 |              |              |  |  |        |        |
|  | Rogue            |                  |                  | 3 |              |              |  |  |        |        |
|  | Triple Trouble   | 1                |                  |   |              |              |  |  |        |        |
|  | Triple Trouble   | 1                |                  |   |              |              |  |  |        |        |

#### Tableau Saison 8
La 2e Phase finale du tournoi de 2019 s'est déroulé le 15 décembre.
|  | Quarts de finale   | Quarts de finale |                |   | Demi-finales | Demi-finales |  |  | Finale | Finale |
|  | Quarts de finale   | Quarts de finale |                |   | Demi-finales | Demi-finales |  |  | Finale | Finale |
|  |                    |                  |                |   |              |              |  |  |        |        |
|  |                    |                  |                |   |              |              |  |  |        |        |
|  |                    |                  |                |   |              |              |  |  |        |        |
|  | NRG Esports        | 4                |                |   |              |              |  |  |        |        |
|  | NRG Esports        | 4                | Spacestation   | 4 |              |              |  |  |        |        |
|  | Spacestation       | 1                | Spacestation   | 4 |              |              |  |  |        |        |
|  | Spacestation       | 1                | Veloce Esports | 1 |              |              |  |  |        |        |
|  |                    |                  | Veloce Esports | 1 | NRG Esports  | 4            |  |  |        |        |
|  |                    |                  |                |   | NRG Esports  | 4            |  |  |        |        |
|  |                    | Renault Vitality | 3              |   |              |              |  |  |        |        |
|  | Renault Vitality   | Renault Vitality | 3              | 4 |              |              |  |  |        |        |
|  | Renault Vitality   | Renault Vitality | 4              | 4 |              |              |  |  |        |        |
|  | Pittsburgh Knights | Renault Vitality | 4              | 2 |              |              |  |  |        |        |
|  | Pittsburgh Knights | Dignitas         | 3              | 2 |              |              |  |  |        |        |
|  |                    | Dignitas         | 3              |   |              |              |  |  |        |        |

### Format Annuelle

#### Tableau 2022
La Phase finale du tournoi de 2022 s'est déroulé le 14 août.
|  | Quarts de finale | Quarts de finale |               |   | Demi-finales | Demi-finales |  |  | Finale | Finale |
|  | Quarts de finale | Quarts de finale |               |   | Demi-finales | Demi-finales |  |  | Finale | Finale |
|  |                  |                  |               |   |              |              |  |  |        |        |
|  |                  |                  |               |   |              |              |  |  |        |        |
|  |                  |                  |               |   |              |              |  |  |        |        |
|  | Moist Esports    | 3                |               |   |              |              |  |  |        |        |
|  | Moist Esports    | 3                |               |   |              |              |  |  |        |        |
|  | FURIA Esports    | 4                |               |   |              |              |  |  |        |        |
|  | FURIA Esports    | 4                | FURIA Esports | 2 |              |              |  |  |        |        |
|  |                  |                  | FURIA Esports | 2 |              |              |  |  |        |        |
|  |                  | Team BDS         | 4             |   |              |              |  |  |        |        |
|  | Team BDS         | Team BDS         | 4             | 4 |              |              |  |  |        |        |
|  | Team BDS         |                  |               | 4 |              |              |  |  |        |        |
|  | Karmine Corp     | 3                |               |   |              |              |  |  |        |        |
|  | Karmine Corp     | 3                | Team BDS      | 4 |              |              |  |  |        |        |
|  |                  |                  | Team BDS      | 4 |              |              |  |  |        |        |
|  |                  | G2 Esports       | 1             |   |              |              |  |  |        |        |
|  | G2 Esports       | G2 Esports       | 1             | 4 |              |              |  |  |        |        |
|  | G2 Esports       |                  |               | 4 |              |              |  |  |        |        |
|  | The General NRG  | 1                |               |   |              |              |  |  |        |        |
|  | The General NRG  | 1                | G2 Esports    | 4 |              |              |  |  |        |        |
|  |                  |                  | G2 Esports    | 4 |              |              |  |  |        |        |
|  |                  | FaZe Clan        | 2             |   |              |              |  |  |        |        |
|  | FaZe Clan        | FaZe Clan        | 2             | 4 |              |              |  |  |        |        |
|  | FaZe Clan        |                  |               | 4 |              |              |  |  |        |        |
|  | Version1         | 3                |               |   |              |              |  |  |        |        |
|  | Version1         | 3                |               |   |              |              |  |  |        |        |

#### Tableau 2023
La Phase finale du tournoi de 2023 s'est déroulé le 13 août.
|  | Quarts de finale    | Quarts de finale |              |   | Demi-finales | Demi-finales |  |  | Finale | Finale |
|  | Quarts de finale    | Quarts de finale |              |   | Demi-finales | Demi-finales |  |  | Finale | Finale |
|  |                     |                  |              |   |              |              |  |  |        |        |
|  |                     |                  |              |   |              |              |  |  |        |        |
|  |                     |                  |              |   |              |              |  |  |        |        |
|  | Team BDS            | 4                |              |   |              |              |  |  |        |        |
|  | Team BDS            | 4                |              |   |              |              |  |  |        |        |
|  | G2 Esports          | 1                |              |   |              |              |  |  |        |        |
|  | G2 Esports          | 1                | Team BDS     | 4 |              |              |  |  |        |        |
|  |                     |                  | Team BDS     | 4 |              |              |  |  |        |        |
|  |                     | Team Liquid      | 0            |   |              |              |  |  |        |        |
|  | Team Liquid         | Team Liquid      | 0            | 4 |              |              |  |  |        |        |
|  | Team Liquid         |                  |              | 4 |              |              |  |  |        |        |
|  | Spacestation Gaming | 2                |              |   |              |              |  |  |        |        |
|  | Spacestation Gaming | 2                | Team BDS     | 0 |              |              |  |  |        |        |
|  |                     |                  | Team BDS     | 0 |              |              |  |  |        |        |
|  |                     | Team Vitality    | 4            |   |              |              |  |  |        |        |
|  | Gen.G Mobil1 Racing | Team Vitality    | 4            | 0 |              |              |  |  |        |        |
|  | Gen.G Mobil1 Racing |                  |              | 0 |              |              |  |  |        |        |
|  | Karmine Corp        | 4                |              |   |              |              |  |  |        |        |
|  | Karmine Corp        | 4                | Karmine Corp | 2 |              |              |  |  |        |        |
|  |                     |                  | Karmine Corp | 2 |              |              |  |  |        |        |
|  |                     | Team Vitality    | 4            |   |              |              |  |  |        |        |
|  | Team Vitality       | Team Vitality    | 4            | 4 |              |              |  |  |        |        |
|  | Team Vitality       |                  |              | 4 |              |              |  |  |        |        |
|  | Team Falcons        | 2                |              |   |              |              |  |  |        |        |
|  | Team Falcons        | 2                |              |   |              |              |  |  |        |        |

#### Tabeau 2024
La Phase finale du tournoi de 2024 s'est déroulé le 15 septembre.
|  | Quarts de finale | Quarts de finale |               |   | Demi-finales | Demi-finales |  |  | Finale | Finale |
|  | Quarts de finale | Quarts de finale |               |   | Demi-finales | Demi-finales |  |  | Finale | Finale |
|  |                  |                  |               |   |              |              |  |  |        |        |
|  |                  |                  |               |   |              |              |  |  |        |        |
|  |                  |                  |               |   |              |              |  |  |        |        |
|  | Karmine Corp     | 3                |               |   |              |              |  |  |        |        |
|  | Karmine Corp     | 3                | G2 Esports    | 4 |              |              |  |  |        |        |
|  | G2 Esports       | 4                | G2 Esports    | 4 |              |              |  |  |        |        |
|  | G2 Esports       | 4                | FURIA Esports | 3 |              |              |  |  |        |        |
|  |                  |                  | FURIA Esports | 3 | G2 Esports   | 2            |  |  |        |        |
|  |                  |                  |               |   | G2 Esports   | 2            |  |  |        |        |
|  |                  | Team BDS         | 4             |   |              |              |  |  |        |        |
|  | Team Falcons     | Team BDS         | 4             | 4 |              |              |  |  |        |        |
|  | Team Falcons     | Team BDS         | 4             | 4 |              |              |  |  |        |        |
|  | Oxygen Esports   | Team BDS         | 4             | 2 |              |              |  |  |        |        |
|  | Oxygen Esports   | Team Falcons     | 3             | 2 |              |              |  |  |        |        |
|  |                  | Team Falcons     | 3             |   |              |              |  |  |        |        |

Tableau 2025
La Phase finale du tournoi de 2025 s'est déroulé le 13 septembre
|  | Quarts de finale | Quarts de finale |  |  | Demi-finales | Demi-finales |  |  | Finale | Finale |
|  | Quarts de finale | Quarts de finale |  |  | Demi-finales | Demi-finales |  |  | Finale | Finale |
|  |                  |                  |  |  |              |              |  |  |        |        |
|  |                  |                  |  |  |              |              |  |  |        |        |
|  |                  |                  |  |  |              |              |  |  |        |        |
|  |                  |                  |  |  |              |              |  |  |        |        |
|  |                  |                  |  |  |              |              |  |  |        |        |
|  |                  |                  |  |  |              |              |  |  |        |        |
|  |                  |                  |  |  |              |              |  |  |        |        |
|  |                  |                  |  |  |              |              |  |  |        |        |
|  |                  |                  |  |  |              |              |  |  |        |        |
|  |                  |                  |  |  |              |              |  |  |        |        |
|  |                  |                  |  |  |              |              |  |  |        |        |
|  |                  |                  |  |  |              |              |  |  |        |        |
|  |                  |                  |  |  |              |              |  |  |        |        |
|  |                  |                  |  |  |              |              |  |  |        |        |
|  |                  |                  |  |  |              |              |  |  |        |        |

- Tableau editions précédentes à venir

### Classement par joueur
Ce tableau regroupe tous les 26 joueurs vainqueurs des finales RLCS depuis sa création en 2016
| S-X  | Saison RLCS dans le format semestrielle |
| 202X | Saison RLCS dans le format annuelle     |

| Rang | Joueur         | Vainqueurs         | Finalistes     | Demi-Finalistes (3e-4e) | Top 4 | Equipe                                 |
| ---- | -------------- | ------------------ | -------------- | ----------------------- | ----- | -------------------------------------- |
| 1    | Turbopolsa     | 4 (S3, S4, S5, S8) | 1 (S6)         | -                       | 5     | Northern Gaming, Dignitas, NRG Esports |
| 2    | Kaydop         | 3 (S4, S5, S7)     | 3 (S3, S6, S8) | -                       | 6     | Dignitas, Team Vitality                |
| 3    | ViolentPanda   | 2 (S4, S5)         | 2 (S2, S6)     | 1 (S8)                  | 5     | Dignitas                               |
| 4    | M0nkey M00n    | 2 (2022, 2024)     | 1 (2023)       | -                       | 3     | Team BDS                               |
| 5    | Fairy Peak !   | 1 (S7)             | 2 (S3, S8)     | -                       | 3     | Team Vitality                          |
| 6    | GarrettG       | 1 (S8)             | 1 (S5)         | 1 (S3)                  | 3     | NRG Esports                            |
| 7    | Markydooda     | 1 (S2)             | 1 (S1)         | -                       | 2     | Flipside Tactics                       |
| 7    | kuxir97        | 1 (S2)             | 1 (S1)         | -                       | 2     | Flipside Tactics                       |
| 7    | Deevo          | 1 (S3)             | 1 (S2)         | -                       | 2     | Northern Gaming                        |
| 7    | Scrub Killa    | 1 (S7)             | 1 (S8)         | -                       | 2     | Team Vitality                          |
| 7    | jstn.          | 1 (S8)             | 1 (S5)         | -                       | 2     | NRG Esports                            |
| 7    | Seikoo         | 1 (2022)           | 1 (2023)       | -                       | 2     | Team BDS                               |
| 13   | remkoe         | 1 (S3)             | -              | 3 (S1, S2, S6)          | 4     | Northern Gaming                        |
| 14   | Gimmick        | 1 (S6)             | -              | 2 (S4, S7)              | 3     | Cloud9                                 |
| 14   | Torment        | 1 (S6)             | -              | 2 (S4, S7)              | 3     | Cloud9                                 |
| 14   | SquishyMuffinz | 1 (S6)             | -              | 2 (S4, S7)              | 3     | Cloud9                                 |
| 17   | Kronovi        | 1 (S1)             | -              | 1 (S7)                  | 2     | iBUYPOWER Cosmic                       |
| 17   | gReazymeister  | 1 (S2)             | -              | 1 (S1)                  | 2     | Flipside Tactics                       |
| 17   | ExoTiiK        | 1 (2024)           | -              | 1 (2023)                | 2     | Team BDS                               |
| 20   | Lachinio       | 1 (S1)             | -              | -                       | 1     | iBUYPOWER Cosmic                       |
| 20   | 0ver Zer0      | 1 (S1)             | -              | -                       | 1     | iBUYPOWER Cosmic                       |
| 20   | Extra          | 1 (2022)           | -              | -                       | 1     | Team BDS                               |
| 20   | Alpha54        | 1 (2023)           | -              | -                       | 1     | Team Vitality                          |
| 20   | Radosin        | 1 (2023)           | -              | -                       | 1     | Team Vitality                          |
| 20   | zen            | 1 (2023)           | -              | -                       | 1     | Team Vitality                          |
| 20   | dralii         | 1 (2024)           | -              | -                       | 1     | Team BDS                               |

Notes
1. ↑  Dont 1 titre avec GaleForce ESports, racheté par Dignitas en S5. Dignitas a donc absorbé le titre de GaleForce ESports faisant d'elle la première structure avec 2 titres de Worlds RLCS.
2. ↑  Dont 1 titre avec GaleForce ESports, racheté par Dignitas en S5. Dignitas a donc absorbé le titre de GaleForce ESports faisant d'elle la première structure avec 2 titres de Worlds RLCS.
3. ↑  Dont 1 titre avec GaleForce ESports, racheté par Dignitas en S5. Dignitas a donc absorbé le titre de GaleForce ESports faisant d'elle la première structure avec 2 titres de Worlds RLCS.